# سپوروک
سپوروک (به لهستانی:  Spórok) یک روستا در لهستان است که در گمینا کولونووسکیه واقع شده‌است. سپوروک ۶۶۷ نفر جمعیت دارد.